# Vega del Sol
Vega del Sol är en ort i Mexiko.   Den ligger i kommunen Santa María Jacatepec och delstaten Oaxaca, i den sydöstra delen av landet, 400 km sydost om huvudstaden Mexico City. Vega del Sol ligger 63 meter över havet och antalet invånare är 1 278.
Terrängen runt Vega del Sol är huvudsakligen kuperad, men åt sydväst är den bergig. Vega del Sol ligger nere i en dal. Runt Vega del Sol är det ganska glesbefolkat, med 47 invånare per kvadratkilometer. Närmaste större samhälle är San Juan Bautista Valle Nacional, 9,7 km väster om Vega del Sol. I omgivningarna runt Vega del Sol växer i huvudsak städsegrön lövskog.